# مارسلو الکساندر
مارسلو الکساندر (انگلیسی: Marcelo Alexandre؛ زادهٔ ۲۲ ژانویهٔ ۱۹۶۳) دوچرخه‌سوار اهل آرژانتین است. وی در بازی‌های المپیک تابستانی ۱۹۸۴ و بازی‌های المپیک تابستانی ۱۹۸۸ شرکت کرد.